# 프로톤 위라

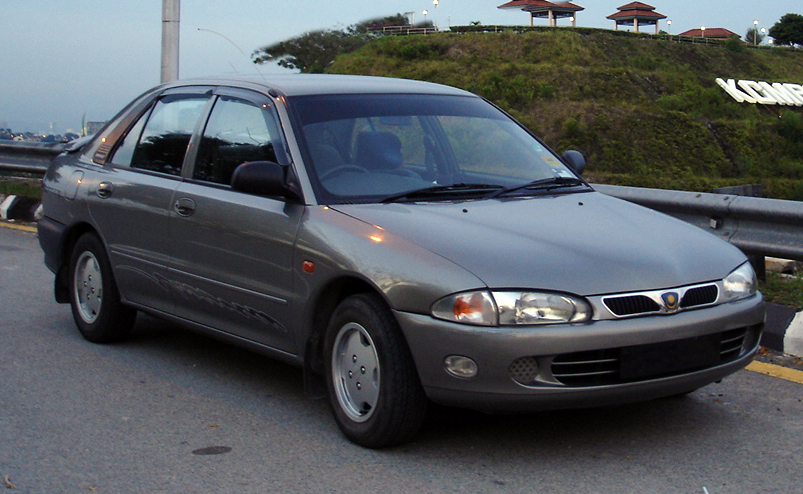
프토론 위라

프로톤 위라(Proton Wira)는 자동차 제조사인 말레이시아 국영 프로톤 주식회사에서 생산하는 프로톤 계열의 자동차이다. '위라'는 '영웅'이라는 뜻의 말레이어 낱말이다.

## 역사
프로톤 위라는 1992년형 미츠비시 랜서를 기반으로 해 1993년에 4-도어 세단으로 처음 생산되었다. 전조등 부분은 1992년형 미츠비시 콜트에서, 후미등 부분은 1987년형 미츠비시 갤랑 해치백에서, 범퍼 부분은 미츠비시 미라지, 그리고 대시보드를 포함한 여러 부분에 변형이 적용되었다. 프로톤 이스와라에서부터 유래한 삼각형 모양으로 최전면 중앙에 위치한 프로톤 로고를 향하게 약간 돌출된 보닛은 프로톤 위라의 디자인에서도 유지되었다.
프로톤 이스와라와 그 후속인 프로톤 사가에서 사용되었던 미츠비시 4G15 1.5 리터 12-밸브 엔진은 위라에서도 그대로 적용되었으며 미츠비시 4G92 112 마력 1.6 리터 16-밸브 SOHC 다중시점 분사방식 엔진과 4단 자동변속기 등이 도입된 위라 모델도 있다.
1994년에는 5-도어 해치백 모델이 출시되었다. 처음에는 프로톤 사가의 5-도어 해치백 모델처럼 '위라 에어로백'이라는 이름이 붙었으나, 나중에는 '에어로백'이라는 이름은 사용되지 않았다. 같은 해 '퍼소나'(Persona)라는 이름으로 영국에 처음 수출되었다. 유로 I 배출가스 규제기준에 만족하기 위해서, 영국으로 수출된 모든 차량에는 다중시점 분사방식 엔진이 사용되었다.
1995년에는 더 가늘게 바뀐 후미등, 그리고 더 밝아진 후미등과 새로운 라디에이터 그릴 등의 소폭 모델 변경이 있었다.
1995년에는 또한 사가에서 사용되던 미츠비시 4G13 1.3 리터 12-밸브 엔진이 적용된 위라 모델이 처음 출시되었으며, 1996년에는 133 제동마력 1.8 리터 16-밸브 DOHC 다중시점 분사방식 엔진이 적용된 위라 모델도 출시되었다. 당시 2.0 리터 디젤 엔진이 적용된 변형 모델이 출시된 바 있으나, 조악한 성능 때문에 주목을 받지는 못했다.
1998년에는 말레이시아에서 판매되는 모든 캬부레이터 방식 위라 모델이 단종되었다. 2000년에는 영국에 수출되는 모델도 '위라'라는 이름으로 판매되기 시작했다. 이후 영국 시장에서 4-도어 세단 모델은 2002년에 프로톤 임피언으로, 5-도어 해치백은 2004년에 프로톤 젠-2로 대체되었다.
2006년까지도 프로톤 위라는 말레이시아의 최다 판매 자동차 가운데 하나이며, 현지의 제조사인 자그로스 코드로에서 위라를 생산하고 있는 이란에서도 인기를 얻고 있다.

## 흥밋거리
- 프로톤 위라 1.6은 프로톤 모델 가운데 최초로 4단 자동 변속기와 모든 창문에 파워 윈도가 적용된 모델이며, 최초로 16-밸브 엔진이 적용된 모델이기도 하다.
- 프로톤 위라 1.8은 프로톤 모델 가운데 최초로 DOHC 엔진이 적용된 모델이다.
- 프로톤 위라 2.0D는 프로톤 사에서 생산한 최초이자 유일한 디젤 엔진 적용 모델이다.
- 프로톤 사는 와이즈(WiSE)라는 이름의 특별 모델을 100,000대 생산하였으나 판매 목표 달성에 실패하였다.

## 같이 보기
- 프로톤